# Туслар
Ту́слар (эст. Tuuslar) — персонаж эстонского народного эпоса «Калевипоэг». Упоминается во второй, третьей, пятой и пятнадцатой песнях эпоса.

## Песнь вторая
Кончина Старого Калева * Детство Калевипоэга
После кончины Калева к его вдове Линде, матери Калевипоэга, сватаются женихи, но она всем отказывает. Последний жених был  Туслар: 
...Новый женишок явился.
Засылать гонцов он начал
Обольстителей лукавых,
Осаждать вином и мёдом.
Это был колдун Суоми,
Финский знахарь ветра Туслар,
Родич Калева далёкий.
Но и ему отказывает Линда, потому что не хочет и думать о новом браке.
Рассердился знахарь ветра,
За позор отмстить поклялся:
— Вот ужо с тобой сквитаюсь
За отказ твой, за издевку!
Расплачусь за осмеянье!

## Песнь третья
Сыновья Калева на охоте * Похищение Линды * Возвращение сыновей
Много лет прошло после смерти Калева. В один из дней его сыновья уходят на охоту, а Линда стоит у котла и варит сыновьям еду. Знахарь Туслар, долго ждавший своего часа, узнал, что беззащитная вдова осталась дома одна, а сыновья ушли далеко. Он выходит из своей засады, где таился день и ночь:
Финский знахарь ветра Туслар
Вывел чёлн из-за уступа,
В море шумное направил,
Тотчас вёслами ударил.
Туслар ставит на лодке парус и мчится в сторону Калевова дома. Тихо причаливает он к берегу, неслышно прокрадывается к дому, заглядывает в дверную щёлку и влетает в горницу. Он хватает Линду, крепко стискивает её в своих объятиях, вцепляется когтями за её кушак и несёт к лодке. Линда отчаянно сопротивляется, но Туслар своими колдовскими словами лишает её сил, а себя — воли внять её отчаянным крикам.
Финский знахарь ветра Туслар,
Волочил свою добычу
На крутые взгорья Иру.
С той горы хотел сбежать он
Прямо к морю голубому,
Где челнок был наготове.
Жалобные стоны Линды слышит бог Таара, который приказывает повелителю грозы, могучему Пикне, прийти на помощь бедной вдове. Пикне пресекает путь вору в своей  гремящей колеснице и бросает молнию на землю:
Финский знахарь ветра Туслар,
Канул в обморок глубокий,
Пал в объятья мнимой смерти,
Был он молнией пронизан,
Оглушён ударом грома, — 
И упал колдун как мёртвый
На траву крутого склона.
Сила неба вырывает из крепких объятий Туслара Линду, которая в то же мгновение превращается в каменную скалу на склоне Иру. Придя в себя, Туслар не находит ни одного следа от неё.

## Песнь пятая
Калевипоэг в Суоми * Могучий дуб * Расправа с Тусларом
Калевипоэг при помощи гребков своих мощных рук несколько дней плывёт к берегам Суоми, чтоб спасти свою мать из плена. Он делает несколько передышек в своём плавании, и вот утром ясного дня ступает на финскую землю. Мощным шагом идёт он по горам, лесным дебрям, извилистым оврагам и болотистым низинам в поисках следов своей матери и, наконец, с крутого хребта видит владенья Туслара. Вырвав могучий дуб, он приближается к воротам дома Туслара; трясутся горы и холмы:
Финский знахарь ветра Туслар
Ото сна тогда очнулся,
Отряхнул он путы дрёмы,
Думает: гроза находит...
Сонные глаза открыл он,
Широко распялил веки,
Видит витязя в воротах...
Спросонья Туслар не догадывается поскорее убежать и начинает колдовать:
Финский знахарь ветра Туслар
Лютою бедой настигнут.
Перьев пригоршню пускает
Из-за пазухи на ветер.
Сильно дует он на перья,
Чтобы по ветру плясали,
В лёгком воздухе кружились!
Вслед бросает заклинанья,
Оживляет словом силы
он кружащиеся перья.
Колдовским, могучим словом
Словом — чёрта порожденьем
Превращает перья в войско.
Тысячи злобных воинов, пеших и конных, нападают на Калевипоэга. Тот, орудуя дубом, как палицей, бьёт чёртово войско. Груды мёртвых тел покрывают двор, оставшаяся в живых нечисть убегает. Туслар, увидев поражение своего войска, рассказывает, как он похитил Линду и что с ним при этом случилось, и молит Калевипоэга о пощаде. Калевипоэг угрюмо выслушивает колдуна и отвечает ему, что от расплаты тот не убежит, и дубом-палицей бьёт Туслара промеж глаз.
Финский знахарь ветра Туслар
Как мешок, песком набитый,
Рухнул, не вздохнул, не охнул,
Задремал в объятьях смерти...
Калевипоэг врывается в избу Туслара, ищет свою мать и на чердаке, и в чулане, и во дворе, и, не найдя её, «обуянный жаждой мести», крушит жилище Туслара. Дальнейшие события, однако, показывают, что Туслара Калевипоэг не убил.

## Песнь пятнадцатая
Бесы преследуют Калевипоэга * Олев-зодчий * Судьба девушек, освобождённых витязем
Ещё когда Калевипоэг нёс на своих плечах домой спасённых им из плена Рогатого трёх сестёр, Туслар увидел их и очень приглянулись ему все три девушки. Видит он, как на свободе они резвятся в лугах, как забавляются на качелях, как «росой цветочной лица розовые моют», ходит за ними тайно по пятам. Старшая и младшая сестрицы выходят замуж, рассказывают, как хорошо им живётся с мужьями. Средняя сестра, оставшаяся одна, в слезах гуляет в дубовой роще, и Туслар решает её похитить, сделать своей женой.
Заклинатель ветра Туслар
Так подумал, так размыслил:
«Знать, и мне приспело счастье,
Я любовью завладею!»
Из кустарника он прыгнул,
Словно ястреб на цыплёнка,
Крепко девушку схватил он
И зажал ей рот ладонью,
Чтоб не вскрикнула сиротка,
Чтоб не кликнула на помощь.
Поспешил домой с добычей,
Поспешил к жилищу Туслар,
На замок её он запер.
Стал он пленную сиротку
Улещать медовым словом,
Донимать мольбой любовной.
Другие две сестры в слезах рассказывают о случившемся своим мужьям, Алевипоэгу и Сулевипоэгу, и те, разведав, где живёт Туслар, созывают друзей и скачут на лошадях спасать похищенную девушку. Но Туслар выкрикивает волшебное слово — и вокруг его избы образуется бурлящее озеро. Один же из свояков, Алевипоэг, как раз прихватил с собой волшебный прутик. Он взмахивает им, произносит своё желание, — и в то же мгновение через озеро ложится мост длиной семь вёрст. Пройдя по мосту, Алевипоэг и Сулевипоэг спасают девушку, убивают Туслара, а дом его поджигают, и тот обращается в пепел.